# Same Love
«Same Love» (рус. Одинаковая Любовь) — песня, записанная Маклемором и Райаном Люьисом при участии певицы Мэри Ламберт, вышла в качестве 3-го сингла с их совместного дебютного студийного альбома The Heist 18 июля 2012 года. Песня посвящена проблемам восприятия ЛГБТ-представителей в американском обществе.

## Музыкальное видео
Официальное музыкальное видео было опубликовано на канале Райана Льюиса на видеохостинге YouTube в октябре 2012 года. На церемонии MTV Video Music Awards в августе 2013 года видео было признано лучшим в номинации «Лучшее видео с посланием».